# Kälsang Gyatso (dalai lama)
Kälsang Gyatso (Litang, 1708 - 1757) was de zevende dalai lama van Tibet. De naam Kälsang betekent goed geluk. Gedurende zijn periode vond de transitie plaats waarin Tibet van een gebied waar Mongoolse twisten onderling werden uitgevochten veranderde in een Chinees protectoraat.

## Jeugd
Zoals bij veel dalai lama's zijn er verhalen over wonderen die tijdens zijn geboorte zouden hebben plaatsgevonden. Vlak na de geboorte zou hij al religieuze teksten hebben kunnen reciteren. De monniken van het Thupten Jampaling klooster, gesticht in Litang door de derde dalai lama, waren verbaasd door de gaven van het kind. Al spoedig waren er geruchten in Kham, dat een nieuwe dalai lama zou zijn geboren. Die geruchten bereikten ook Centraal-Tibet en Lhabzang Khan, die nu de titel Koning van Tibet droeg. Deze had Tsangyang Gyatso als zesde dalai lama vervangen door de vijfentwintigjarige monnik Yeshe Gyatso, mogelijk een natuurlijke zoon van hem.
Lhabzang Khan zond dan ook een aantal van zijn militaire commandanten naar Litang om de zaak te onderzoeken. Een van de Tibetaanse commandanten wist ingrijpen van zijn collega's te voorkomen, maar adviseerde de vader van Kälsang Gyatso, Sönam Dargye, wel een veiliger plek te vinden.
In 1714 waren er opnieuw troepen van Lhabzang Khan in de buurt en de vader besloot met zijn zoon uit te wijken naar Dergé. Ook dat werd toch niet als veilig genoeg beschouwd. Een aantal Mongoolse stamhoofden uit Kokonor, die vijandig stonden ten opzichte van Lhabzang Khan zorgden voor vervoer van de familie naar Amdo. Daar kon hij dan uiteindelijk bezocht worden door vertegenwoordigers van de grote kloosters nabij Lhasa en –strikt in het geheim– erkend worden als de nieuwe en zevende dalai lama.

## Politieke achtergrond
Aan het eind van de 17e eeuw waren de meeste Mongoolse stammen bekeerd tot het Tibetaans boeddhisme. Een aantal van die stamfederaties werd door de Chinese keizer Kangxi gezien als een bedreiging voor de veiligheid van het rijk. Het betrof dan met name de Dzjoengaren, een federatie van de Oirat-Mongolen. De Dzjoengaren onderhielden contact met de Chinese rebel Wu Sih-pan, die bij de Mongolen steun tegen de Manchu regering zocht. En de Dzjoengaren hadden in toenemende mate succes in hun militaire campagnes aan de grenzen van het Chinese rijk: in de jaren zeventig van de 17e eeuw namen ze Kashgar, Hami en Turfan in, steden van de zijderoute.  Verslagen (vooral Moslim) stammen vluchtten naar het meer oostelijk gelegen Gansu.  Kangxi vreesde bovendien een Russisch-Dzjoengaarse alliantie tegen het 'Koninkrijk van het Midden'.
Voor Kangxi was de verhouding met een dalai lama daarom vooral instrumenteel van aard. Een dalai lama werd allereerst geacht een matigende invloed uit te oefenen op de Mongoolse krijgsheren, in dit geval op met name de Dzjoengaren. Bij de vijfde dalai lama (maar in feite de regent Sanggye Gyatso, die het overlijden van die vijfde dalai lama vijftien jaar verborgen hield) had Kangxi in toenemende mate opgemerkt, dat die aan het eind van de 17e eeuw juist een coalitiepartner van de Dzjoengaren werd.
De bezetting van Tibet, het uitschakelen van de machtbasis van Sanggye Gyatso en het afzetten van de zesde dalai lama, Tsangyang Gyatso, door Lhabzang Khan in 1705 had dan ook de grote instemming van Kangxi. Omstreeks 1714 was het echter Kangxi ook duidelijk dat er sprake was van oplopende spanningen tussen Lhabzang Khan en andere Mongoolse stamfederaties die nog rondom Kokonor woonden. Kangxi begreep ook duidelijk dat Yeshe Gyatso, de vervanger van Tsangyang Gyatso, nauwelijks enig draagvlak in Centraal-Tibet bezat. Ook de Mongoolse prinsen rondom Kokonor begonnen Kälsang Gyatso in toenemende mate als de rechtmatige dalai lama te zien.
Kangxi zette voorlopig nog de steun aan Lhabzang Khan voort, maar achtte het wijs beleid om een alternatief achter de hand te hebben in de vorm van een relatie met Kälsang Gyatso en de facties die hem als de rechtmatige dalai lama erkenden.
In 1716 werd Kälsang Gyatso door een gemengd Chinees-Mongools-Tibetaans militair escorte naar het klooster Kumbum gebracht.

## De invasie van de Dzjoengaren
Een groot deel van de adel in Tibet werkte samen met Lhabzang Khan. De hiërarchie van de gelug en met name de abten van de grote kloosters rondom Lhasa begonnen zich echter van hem af te keren. Zijn vriendschappelijke relaties met de in het land aanwezige Italiaanse missionarissen, zoals de jezuïet Ippolito Desideri, en zijn getoonde minachting voor het instituut dalai lama hadden als resultaat dat de abten een plan opstelden voor de val van Lhabzang Khan. Zij zochten toenadering tot Tsewang Rabtan, de leider van de Dzjoengaren, nadat Galdan in 1697 onder onopgehelderde omstandigheden was overleden. In 1717 viel zijn broer Tsering Dondup met een strijdmacht Tibet binnen. Door handlangers binnen de stad wisten zij Lhasa relatief gemakkelijk in te nemen. Lhabzang Khan vluchtte met een lijfwacht naar het Potalapaleis maar werd daar omgebracht.
De Dzjoengaren brachten echter niet - zoals zij aan de abten beloofd hadden - Kälsang Gyatso mee. Zij plunderden Lhasa en het Potala. Hun bezetting van Lhasa vertoonde al snel trekken van een terreurbewind. Zij introduceerden een vorm van inquisitie, die de grote gelugkloosters onderzocht. Iedereen die geen monnik was moest het klooster verlaten en iedere monnik aan wiens gedrag ook maar een beetje getwijfeld kon worden volgde dat lot. Als buitengewoon fanatieke gelovigen in de gelugdoctrine richtten zij hun acties in Centraal-Tibet vooral op kloosters en bezittingen van de nyingmatraditie. Hierbij werden bijvoorbeeld duizenden afbeeldingen van Padmasambhava vernietigd.

## Kälsang Gyatso in Lhasa
Kangxi besloot op dat moment om in te grijpen en de Chinese legermacht verdreef daarop de Dzjoengaren uit Tibet en Lhasa. Dit was de aanvang van de periode van het Chinese protectoraat over Tibet. In 1720 arriveerde dan ook Kälsang Gyatso met zijn gevolg in Lhasa. Hij werd door de vijfde pänchen lama, Lobsang Yeshe, geïnstalleerd als de zevende dalai lama, maar kreeg geen gelegenheid enige politieke of bestuurlijke macht uit te oefenen. Er werd een Chinees garnizoen van ongeveer 3000 man in Tibet achtergelaten, waarvan circa 1500-2000 in Lhasa.
In de praktijk werd Tibet in deze periode geregeerd door een raad van vier Tibetaanse ministers met een toezichthoudende rol door twee Chinese ambans.  De belangrijkste van die ministers was Khangchenne. Er zijn nog twee andere personen die formeel geen deel uitmaakten van de raad, maar vaak wel bij de beraadslagingen aanwezig waren. Het betrof Pholhanas en Sönam Dargye, de vader van Kälsang Gyatso.
De Tibetaanse ministerraad was vanaf het begin verdeeld in twee vijandelijke kampen. Aan de ene zijde stonden Khangchenne en Pholhanas. Beiden waren uit de westelijke delen van Tibet, Ngari en Tsang afkomstig en hadden samengewerkt met Lhabzang Khan. Aan de andere zijde stonden de twee ministers, Ngaphöpa Dorje Gyalpo en Lumpane Trashi Gyalpo, die vertegenwoordigers van oude Tibetaanse adellijke families waren uit Zuid- en Centraal-Tibet. Die twee werden gesteund door de vader van Kälsang Gyatso.
In 1727 werden Khangchenne en zijn familie door hun politieke vijanden vermoord; Pholhanas kon ontsnappen. Het gevolg was een burgeroorlog van een jaar. Yongzheng, de opvolger van de in 1722 overleden Kangxi, had al in 1723 de omvang van het Chinese garnizoen tot slechts ongeveer honderd man teruggebracht. Deze omvang was te klein om effectief te kunnen optreden. Pholhanas wist echter al voor de aankomst van een nieuw omvangrijk Chinees leger zijn tegenstanders te verslaan en wordt daarna de dominante machtsfactor.

## Gevolgen van de burgeroorlog van 1727/1728
De belangrijkste vertegenwoordigers van de verliezende partij werden geëxecuteerd. Pholhanas kwam tot de conclusie dat het hof van de jonge dalai lama het centrum was van alle intriges en dat zijn vader de belangrijkste oorzaak was van een groot deel van de gebeurtenissen. Strenge bestraffing van hen beiden was om politiek-strategische redenen onmogelijk, maar ze konden wel in een situatie geplaatst worden waar ze geen enkele invloed meer uit kunnen oefenen. Onder het voorwendsel van een reis naar Peking in combinatie met een langdurige retraite werd de dalai lama gedwongen tot een ballingschap van acht jaar in Gartar nabij zijn geboorteplaats Litang. In 1835 achtte Pholhanas zijn positie zo sterk en verankerd dat hij akkoord ging met een terugkeer van de dalai lama naar Lhasa.
Er waren nog een aantal andere gevolgen, waarvan de effecten veel langer zichtbaar zijn gebeleven. In 1724 werd vrijwel het hele gebied van Amdo bij de Chinese provincie Gansu gevoegd.(Bij een provinciale herindeling in 1928 werd de provincie Qinghai gecreëerd en ging Amdo deel uitmaken van die provincie.) In 1729 werd twee derde deel van Kham bij de provincie Sichuan gevoegd.
Verder achtte de Chinese keizer Yongzheng het van strategisch belang om ook binnen de gelughiërarchie zelf een krachtig tegenwicht te creëren. Nog voordat de autoriteit van Pholhanas ten volle was gerealiseerd bood de keizer de vijfde pänchen lama Lobsang Yeshe de wereldlijke macht en administratieve autoriteit over de provincie Tsang en heel het westen van Tibet aan.
Gedurende het regentschap van Pholhanas had deze machtsverdeling geen groot politiek belang. Na de dood van Pholhanas en het weer aan de macht komen van de gelughiërarchie heeft de kwestie echter herhaaldelijk tot aan 1959 toe geleid tot interne verzwakking van de Tibetaanse positie en veel onderlinge strijd. Vanaf eind 18e eeuw was de pänchen lama de feitelijk heerser over ruim een derde deel van Centraal-Tibet.
Deze machtsdeling leidde later tot een groot conflict tussen de negende pänchen lama en de dertiende dalai lama, wat in 1923 leidde tot de vlucht van de pänchen lama naar China, waar hij tot aan zijn dood in 1937 verbleef.

## De gebeurtenissen van 1750
De regeringsperiode van Pholhanas bracht Tibet een tijdperk van 20 jaar rust, stabiliteit en groeiende welvaart. Hij kon de balans vinden tussen het dienen van intern Tibetaanse belangen en dat van de Chinese keizers. Hij overleed in 1747 en zijn zoon Gyurme Namgyal Phola volgde hem op. Die maakte zich in korte tijd zeer impopulair bij zowel de bevolking in Lhasa alsook bij de Chinese ambans. De ambans verdachten hem –terecht– van pogingen een eind te willen maken aan het Chinese gezag in Centraal-Tibet en de situatie recht te zetten.
De keizer van dat moment, Qianlong had het Chinese garnizoen in Lhasa tot slechts vijftig man gereduceerd. De keizer nam ook de dringende berichten van de beide ambans over de houding van Gyurme Namgyal niet serieus genoeg en liet weten dat de ambans maar naar eigen bevindingen moesten handelen. De ambans zagen in die situatie geen andere oplossing dan Gyurme Namgyal te vermoorden. Een op zich politiek volstrekt onbeduidende bediende van Gyurme Namgyal, Lobsang Trashi kon daarbij ontsnappen. Die wist een menigte te mobiliseren die de beide ambans en een groot deel van de Chinese gemeenschap in Lhasa lynchte.
Het gevolg was, dat opnieuw een Chinees leger in Lhasa arriveerde. De regeringsstructuur van Tibet veranderde opnieuw. Het ambt van desi, ofwel regent in Tibet (in de betekenis van minister-president) werd afgeschaft. Hierna werd de term regent alleen gebruikt voor de functionaris die de regeringszaken waarnam tijdens een minderjarigheid van een dalai lama. De dalai lama kwam weer formeel aan het hoofd van de regering, met een raad van vier ministers voor de dagelijkse politieke en bestuurlijke leiding van Centraal-Tibet. Deze raad werd vanaf dat moment de kashag genoemd en de toezichthoudende rol van de Chinese ambans werd versterkt.
Ruwweg bleef deze politieke constellatie in Tibet gehandhaafd tot 1912, met de kanttekening dat het tot het begin van de 20e eeuw heeft geduurd voordat er weer een dalai lama was, die reële politieke en bestuurlijke macht verkreeg.
Kälsang Gyatso heeft zich in die nieuwe situatie nauwelijks weten te profileren. De achtste dalai lama was Jampel Gyatso.
- Bibsys: 99040297
- Biblioteca Nacional de España: XX906944
- Bibliothèque nationale de France: cb119095174 (data)
- Gemeinsame Normdatei: 122235584
- International Standard Name Identifier: 0000 0001 1757 3831
- Library of Congress Control Number: n84162327
- Nationale bibliotheek van Australië: 35133282
- Nationale Bibliotheek van Polen: a0000003264250
- Nederlandse Thesaurus van Auteursnamen: 075219751
- Réseau des bibliothèques de Suisse occidentale: 02-A000046690
- LIBRIS: 176388
- Système universitaire de documentation: 026946653
- Trove: 836719
- Virtual International Authority File: 34458628
- WorldCat: E39PBJfcQj3fgW98xm9pybK68C

1: Gendün Drub · 2: Gendün · 3: Sönam · 4: Yönten · 5: Ngawang Lobsang · 6: Tsangyang · (6: Yeshe) · 7: Kälsang · 8: Jampäl · 9: Lungtog · 10: Tsültrim · 11: Khädrub ·   12: Trinley · 13: Thubten · 14: Tenzin